# ヴ・ニャット・タン
ヴ・ニャット・タン（Vũ Nhật Tân、1970年8月8日 - 2020年7月21日）は、ベトナムの作曲家。

## 略歴
1970年にハノイに生まれたヴは、ハノイ国立音楽院でニャット・アンにピアノを学び、Tran Tron Hung教授のもとで作曲および音楽学を学んで学位を取得した。2000年-2001年には電子音楽をクラレンス・バーロウ に学び、またドイツ学術交流会 (DAAD) の奨学金を得てケルン音楽大学でヨハネス・フリッチュに現代音楽の作曲を学んだ。2002年にはカリフォルニア大学サンディエゴ校で、Chinary Ung (洪靖年) に作曲の指導を受けた。
2002年にヴはアジアン・カルチュラル・カウンシル (ニューヨーク) からの奨学金により、米国で現代音楽と民族音楽を研究した。彼は特にベトナム作曲家協会からの賞をいくつも受賞している。彼の作品はベトナム、アメリカ、オーストラリア、カンボジア、中国、フランス、ドイツ、モンゴル、スイスで演奏されている。さらに彼自身はピアニストとして、またベトナムの竹笛奏者、さらに即興演奏家として国際的に演奏をした。1995年から2020年まで彼はハノイ国立音楽院で教鞭をとった。さらにベトナムとオーストラリアで、ベトナムの音楽についての客員講師も務めた。
ヴの作品には、管弦楽、室内楽、ピアノ曲のほか、電子音楽やマルチメディアのための作品、ベトナム民族楽器のための作品がある。2007年にはオーケストラ・ニッポニカの委嘱により作曲した、弦楽四重奏のための「雨季」 (Mùa mưa = Rainy season) がハノイで初演されている。
家族によると2020年の旧正月に直腸癌が発見され、7月21日にハノイの病院で穏やかに生涯を閉じた。

## 受賞歴
ヴの受賞歴は次の通り。
- 1992年 Composition of Traditional Instruments コンクール (ハノイ) ：「ベトナム民族楽器のための "Ensemble"」第3位
- 1995年 Saint-Germain-en-Laye コンクール (フランス) : 「Ký Uc = Memory」第1位
- 1998年 ベトナム作曲家協会賞 : 民族楽器のグループのための「Ngũ Đôi Đăng Dân = Interplay of Five Instruments」
- 2000年 ベトナム作曲家協会賞 : オーケストラのための「Phác Thao = Outline」
- 2001年 ベトナム作曲家協会賞 : 室内アンサンブルのための「Nhip Đon Nhip Kep = Simple Metre, Compound Metre」
- 2003年 ベトナム作曲家協会賞 : 室内アンサンブルのための「Áo Đon Áo Kep = Four-Part Vietnamese Dress」